# Mette Abildgaard
Pour les articles homonymes, voir Abildgaard.
Mette Abildgaard Juulsager, née le 12 octobre 1988 à Føvling à Brædstrup près de Horsens, est une femme politique danoise. Elle est membre du Folketing et membre du Parti populaire conservateur.

## Biographie
Mette Abildgaard est diplômée en sciences sociales à l'université de Roskilde en 2013.
Elle est élue conseillère régionale de Hovedstaden lors des élections régionales de 2013. Elle quitte le conseil régional en 2015.
Elle est élue au Folketing lors des élections législatives de 2015. Après le scrutin, elle devient présidente de la commission parlementaire sur l'égalité, poste qu'elle abandonne en avril 2016 pour devenir la porte-parole politique du groupe parlementaire du Parti populaire conservateur.
Elle est réélue au Folketing lors des élections législatives de 2019, puis lors des élections législatives anticipées de 2022,.
En mars 2024, après le décès du président du parti, Søren Pape Poulsen, elle est envisagée comme une potentielle candidate à sa succession, mais décide de ne pas se présenter.